# Paddy Bradshaw
Patrick Bradshaw, detto Paddy (Dublino, 16 marzo 1912 – Dublino, 11 marzo 1963), è stato un calciatore irlandese, di ruolo attaccante.

## Carriera

### Club
Gioca nel campionato irlandese durante il periodo della seconda guerra mondiale, vincendo due titoli di miglior marcatore tra il 1939 e il 1940 e ottenendo il successo nel torneo irlandese del 1940. In totale conta 79 gol nel campionato irlandese in appena cinque stagioni.

### Nazionale
Esordisce il 18 settembre 1938 contro la Svizzera (4-0), alla quale sigla due reti. Bradshaw segna 4 reti giocando 5 incontri con la Nazionale irlandese senza perderne alcuno (2 vittorie e 3 pareggi).

## Palmarès

### Club

#### Competizioni nazionali
- Campionato irlandese: 1

St James's Gate: 1939-1940

### Individuale
- Capocannoniere del campionato irlandese: 2

1938-1939 (27 gol), 1939-1940 (29 gol)